# Boom (canción de P.O.D.)
«Boom» es el título de la canción del grupo estadounidense de metal cristiano P.O.D.. Fue lanzado el 2 de abril de 2002 como el tercer sencillo de su exitoso álbum Satellite. Una versión remixada por el dúo estadounidense The Crystal Method fue incluida en su álbum de remixes Community Service y como bonus track en una edición especial de Satellite. Tras los atentados del 11 de septiembre de 2001, fue incluida en una lista de las canciones consideradas inapropiadas por Clear Channel Communications.
El lanzamiento del sencillo sucedió al exitoso, aunque de tono oscuro y melancólico, "Youth of the Nation". El guitarrista Marcos Curiel expresó:
"Queríamos volver al espíritu que tuvimos con Alive y entregarle una canción que anima a la gente a ser feliz y agradecido de estar vivos... Quisimos decir: "No nos olvidemos de divertirnos en estos tiempos". "Boom" es enérgico. Cuando la tocamos en vivo, la gente simplemente se vuelve loca alzando sus puños al aire".

## Video musical
El video fue dirigido por Gavin Bowden. Fue grabado durante el primer trimestre de 2002 y estrenado en mayo. Es un vídeo inusual en P.O.D. en el que intentan demostrar un sentido más humorístico. Gira en torno a un torneo de ping-pong en el que tiene por finalistas a los miembros de la banda, vestidos con trajes de color rojo, enfrentando a un equipo sueco, interpretados por los integrantes de la banda de metal cristiano Blindside, los cuales fueron respaldados por P.O.D. en ese momento, ya que los incorporaron en su sello 3 Points, una filial de Elektra Records. Los equipos están empatados hasta que Traa Daniels realiza un impresionante y curioso movimiento para ganar el juego, provocando la ira de sus oponentes.

## Apariciones
La canción aparece en las bandas sonoras de Rollerball, Biker Boyz, Grind (2003) Amplitude (a petición de los fanes), y NASCAR 3D: The IMAX Experience. En estos tres últimos, se trata de la versión remezclada de la canción por The Crystal Method.

## Lista de canciones
Sencillo en CD
1. «Boom» – 3:05
2. «Set it Off» (Tweaker Mix) – 3:17
3. «Hollywood» (en vivo) – 5:18

Vinilo de 12" (Remixes)
1. «Boom» (The Crystal Method Extended Remix) – 4:48
2. «Boom» (The Crystal Method Remix Instrumental) – 3:17
3. «Rock The Party» (RTP Remix) – 3:58

## Posicionamiento en listas
| Lista (2002)                            | Mejor posición |
| --------------------------------------- | -------------- |
| Alemania (Media Control AG)             | 83             |
| Australia (ARIA)                        | 43             |
| Estados Unidos (Bubbling Under Hot 100) | 23             |
| Estados Unidos (Mainstream Rock Tracks) | 21             |
| Estados Unidos (Modern Rock Tracks)     | 13             |
| Suecia (Sverigetopplistan)              | 38             |